# Morbus Hallopeau
Morbus Hallopeau, auch mit Zusatz -Siemens oder als Hallopeau-Leredde-Syndrom, synonym als Acrodermatitis continua suppurativa [Hallopeau], Dermatitis repens, Acrodermatitis perstans oder als Epidermolysis hereditaria dystrophica generalisata bezeichnet, ist eine progrediente (fortschreitende), sterile Pustelerkrankung der Akren (äußere Extremitäten). Sie stellt eine Form der Psoriasis dar, die anfangs die Spitzen von Fingern und Zehen befällt.
Die Erkrankung ist nicht zu verwechseln mit dem Hallopeau-Siemens-Syndrom, einer schweren Form einer Epidermolyse.

## Auftreten
Sie beginnt mit geröteten, schuppenden Herden, auf denen sich Pusteln bilden. Morbus Hallopeau neigt dazu, sich langsam auszubreiten. Vor allem bei älteren Menschen kann die Erkrankung in eine generalisierte Psoriasis pustulosa übergehen. Austrocknende Pusteln können hellrote, glasige und sehr schmerzhafte Hautveränderungen an Fingern und Zehen hinterlassen. Der Befall von Nagelfalz oder Nagelbett führt zu Nageldystrophie.